# Азиз, Шаукат
Шаукат Азиз (урду شوکت عزیز‎; род. 6 марта 1949, Карачи, Пакистан) — пакистанский государственный деятель. Был министром экономики и премьер-министром Пакистана.

## Биография
Родился 6 марта 1949 года в Карачи. Он получил начальное образование в своём родном городе, затем окончил колледж в Равалпинди в 1967 году. В 1969 году Шаукат начал свою карьеру в качестве банковского работника в Карачи, много путешествовал. Был в разных странах, включая Грецию, США, Великобританию, Малайзию и Сингапур. Со временем стал президентом Citibank. В общей сложности Азиз 30 лет жизни провёл в сфере глобальных финансовых операций.
Он был назначен министром финансов в правительстве Пакистана в ноябре 1999 года, вскоре после того как пакистанская армия совершила военный переворот. Как министр финансов, Шаукат добился больших успехов в процветании экономики страны. Ему расширили полномочия, и он стал ответственным за управлением финансов, экономики, статистики, планирования, развития и доходов государства. Азиз также являлся председателем Экономического координационного комитета в Кабинете Министров, председателем Исполнительного комитета Национального экономического совета и Председателем правительственного комитета по приватизации. Стал сенатором в 2002 году.
В то же время Шаукат Азиз был подвергнут критике за его политику сокращения процентной доли государства в государственном секторе, но он утверждал, что провёл эти реформы с целью улучшения экономического климата страны когда она была на грани краха. Другое обвинение в отношении Шауката Азиза было в том, что как министр финансов он не проводил политику помощи бедным слоям населения. Однако в период его работы министром экономика росла на 6,4 % в год. Впервые в истории Пакистана сбор доходов увеличился примерно на 40 процентов, хотя этот успех в значительной степени был обусловлен сотнями миллионов долларов в виде займов и помощи со стороны США за то, что Пакистан присоединился к войне с террором. Кроме того, несмотря на ряд внутренних и внешних бедствий, экономическая ситуация в Пакистане значительно улучшилась и резервы увеличились до $ 10,560 млрд долл. на 30 июня 2004 года (по сравнению с 1,2 млрд долл. США на октябрь 1999). Валютный курс стал стабильным и предсказуемым. Инфляция снизилась до 3,5 % за 3 года (по сравнению с 11-12 % в 1990 году).
Шаукат Азиз уделил особое внимание развитию порта в Гвадаре и сыграл важную роль в становлении этого города одним из основных портов страны. Он был выдвинут правящей партией на должность премьер-министра, после того как Зафарулла Хан Джамали подал в отставку.

## Личная жизнь
Женат, имеет троих детей.